# 1816
1816 (MDCCCXVI) a fost un an bisect al calendarului gregorian, care a început într-o zi de luni.

## Evenimente
- 9 iulie: Argentina își câștigă independența față de Spania.

### Nedatate
- Cunoscut drept „anul fără de vară" în emisfera nordică, datorată răcirii globale cauzată de erupția vulcanică a muntelui Tambora.
- Divorțul este anulat în Franța.
- Tsultrim Gyatso devine al 10-lea Dalai Lama.

## Arte, știință, literatură și filozofie
- 1816 – anul fără vară, Mihaela Stănescu, Descoperă
- În Franța, René Laennec a inventat stetoscopul
- Jane Austen publică Emma
- Lord Byron publică Prizonierul din Chillon
- Opera Bărbierul din Sevilla a compozitorului italian Gioacchino Rossini este prezentată la Roma

## Nașteri
- 21 aprilie: Charlotte Brontë, scriitoare engleză (d. 1855)
- 2 iunie: Constantin Alexandru Rosetti, scriitor și om politic român, unul dintre capii Revoluției de la 1848 din Țara Românească (d. 1885)
- 21 iulie: Paul Iulius Reuter (n. Israel Beer Josaphat), fondatorul german al Agenției de presă Reuters (d. 1899)
- 28 august: Florian Porcius, botanist român (d. 1906)
- 7 septembrie: Lascăr Rosetti, om politic român (d. 1884)
- 29 octombrie: Ferdinand al II-lea, rege consort al Portugaliei (d. 1885)
- 16 noiembrie: Andrei Mureșanu (aka Andrei Mureșianu), poet român (d. 1863)

### Nedatate
- Raluca (Raresa) Eminovici (n. Iurașcu), mama poetului Mihai Eminescu (d. 1876)

## Decese
- 20 martie: Regina Maria I a Portugaliei (n. Maria Francisca Isabel Josefa Antónia Gertrudes Rita Joana de Bragança), 81 ani (n. 1734)
- 30 octombrie: Regele Frederic I de Württemberg (n. Friedrich I. Wilhelm Karl von Würtemberg), 61 ani (n. 1754)